# نهاية كربوكسيلية

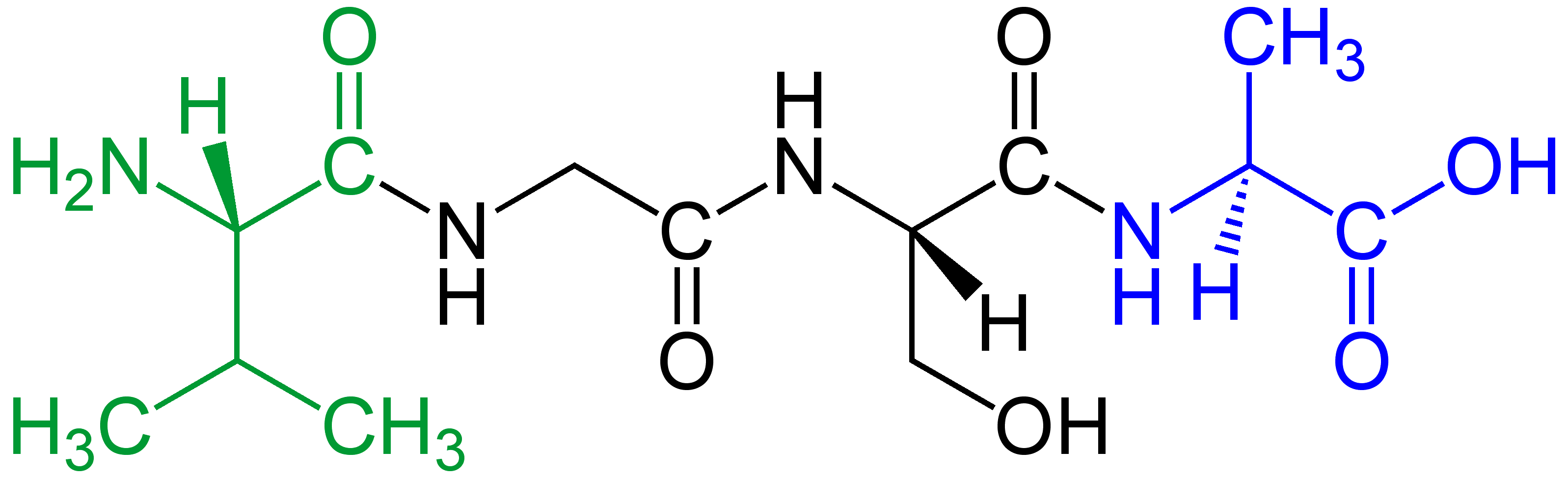
تتراببتيد(مثال: Val-Gly-Ser-Ala) وقد لوّن الطرف N أخضر (L-فالين)؛ ولوّن الطرف C أزرق
(L-ألانين).

طرف كربوكسيلي أو النهاية الكربوكسيلية لسلسلة عديد الببتيد أو طرف C في الكيمياء العضوية (بالإنجليزية: C-terminus
أو carboxyl-terminus) هو أحد أطراف بروتين مكون من سلسلة أحماض أمينية أو بولي ببتيد، حيث يكون طرف البروتين منتهيا بمجموعة كربوكسيل (-COOH) حرة.
عندما يترجم البروتين من mRNA فهو يتكون ابتداءا من الطرف الأميني إلى الطرف الكربوكسيلي.
أي يبدأ تركيب البروتين من [طرف N ] إلى [طرف C] . وقد جرى العرف عند كتابة متسلسة ببتيد بكتابة الطرف الكربوكسيلي إلى اليمين.
mRNA يسمى بالعربية مرسال الحمض النووي الريبوزي، أو «مرسال رنا».

## اقرأ أيضا
- طرف أميني
- بروتين اندماجي
- بروتين
- حمض نووي ريبوزي
- فالين
- حمض أميني